# Cumberland, Ohio
Cumberland là một làng thuộc quận Guernsey, tiểu bang Ohio, Hoa Kỳ. Năm 2010, dân số của làng này là 367 người.

## Dân số
- Dân số năm 2000: 402 người.
- Dân số năm 2010: 367 người.